# Obras Sanitarias del Estado
Die Obras Sanitarias del Estado (OSE) ist die staatliche Behörde, die für die Trinkwasserversorgung und Abwasserentsorgung in der Republik Östlich des Uruguay zuständig ist. Die Behörde besteht seit 1952 und hat ihren Sitz in Montevideo.
Durch eine Verfassungsreform wurde Uruguay 2004 das erste Land der Welt, das den Zugang zu Trinkwasser und sanitären Einrichtungen zu einem grundlegenden Menschenrecht erklärt. Diese Dienstleistungen werden ausschließlich vom Staat erbracht. 2006 beteiligte sich OSE mit 60 % an der Aguas de la Costa S.A., die die Konzession für den Bereich Lagune Garzón zwischen der Straße Ruta 10 und der Atlantikküste besitzt.
Im Städtchen Aguas Corrientes befindet sich das Wassermuseum der OSE.

## Mobile Wasserstationen
OSE vertreibt patentrechtlich geschützte Unidades Potabilizadoras Autónomas (UPA). Diese kompakten und transportablen Einrichtungen zur Wasseraufbereitung sind in Uruguay und in anderen Ländern Mittel- und Südamerikas, in Afrika und in Asien im Einsatz.